# Cuștelnic, Mureș
Cuștelnic (în maghiară Csüdőtelke, în germană Kothendorf) este o localitate componentă a municipiului Târnăveni din județul Mureș, Transilvania, România. Până în anul 2000 Cuștelnic a fost un sat aparținător comunei Gănești, dar în 2000 prin referendum local cetățenii acestuia au decis să trecă sub administrația municipiului Târnăveni datorită distanței mai mici față de oraș și legăturilor mai strânse ale localnicilor cu acesta decât cu comuna Gănești.

## Localizare

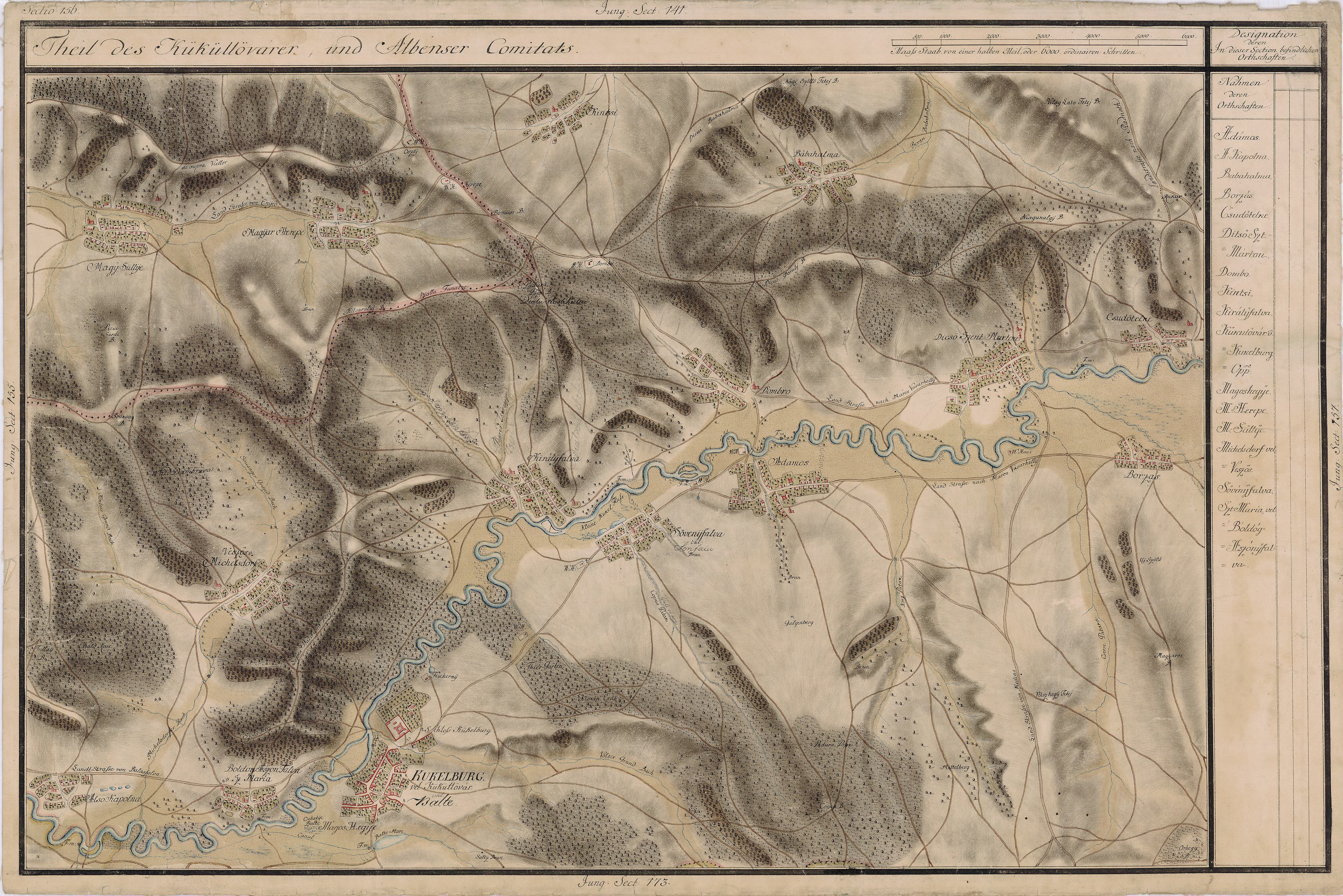
Cuștelnic pe Harta Iosefină a Transilvaniei, 1769-73

Localitatea se găsește la 2 km de Târnăveni, pe râul Târnava Mică, aici găsindu-se și un braț mort al Târnavei Mici, apărut odată cu îndiguirile făcute după inundațiile din anii '70.

## Populație
Evoluția populației și distribuția etnică:
- 1850 - 430 locuitori, din care 358 români, 58 maghiari, 8 evrei și 6 rromi
- 1900 - 550 locuitori, din care 413 români, 131 maghiari și 6 alte naționalități
- 1930 - 601 locuitori, din care 439 români, 127 maghiari, 1 german, 14 evrei și 21 rromi
- 1966 - 665 locuitori, din care 538 români, 97 maghiari, 12 germani și 18 rromi
- 1977 - 680 locuitori, din care 557 români, 85 maghiari, 2 germani și 16 rromi
- 1992 - 536 locuitori, din care 454 români, 57 maghiari, 2 germani și 23 rromi
- 2000 - aproximativ 400 locuitori majoritatea fiind români.

Conform recesământului din anul 2022 a rezultat o populație de 506 locuitori în majoritate de etine română. 